# Denis-Charles Cisinski
Denis-Charles Cisinski (* 10. März 1976) ist ein Mathematiker mit Konzentration auf höhere Kategorientheorie, Homotopietheorie, K-Theorie und algebraische Geometrie. Im Jahr 2001 wurden Cisinski-Modellstrukturen auf Topoi von ihm eingeführt und später nach ihm benannt. Seit 2016 arbeitet Denis-Charles Cisinski an der Universität Regensburg.

## Forschung
Denis-Charles Cisinski promovierte im Jahr 2002 an der Université Paris Diderot bei Georges Maltsiniotis über Les préfaisceaux comme modèles des types d'homotopie (Prägarben als Modell für Homotopietypen). Eine Erweiterung wurde im Jahr 2006 als Buch veröffentlicht, in welchem die Theorie aus Pursuing Stacks von Alexander Grothendieck weiter entwickelt wird. Denis-Charles Cisinski hielt im Jahr 2015 im Séminaire Nicolas Bourbaki zur Zusammenfassung des aktuellen Forschungsstandes einen Vortrag über Catégories supérieures et théorie des topos (Höhere Kategorien und Theorie der Topoi). Higher Categories and Homotopical Algebra, ein mathematisches Lehrbuch von Denis-Charles Cisinski, wurde im Jahr 2019 veröffentlicht.

## Werke

### Bücher
- Denis-Charles Cisinski: Les préfaisceaux comme modèles des types d'homotopie. (deutsch: Prägarben als Modell für Homotopietypen). 2006 (französisch, univ-toulouse.fr [PDF]).
- Denis-Charles Cisinski: Higher Categories and Homotopical Algebra. Cambridge University Press, 2019, ISBN 978-1-108-47320-0 (englisch, uni-regensburg.de [PDF]).
- Denis-Charles Cisinski, Frédéric Déglise: Triangulated Categories of Mixed Motives. Springer Nature, 2019, ISBN 978-3-03033241-9 (englisch, uni-regensburg.de [PDF]).

### Skripte
- Denis-Charles Cisinski: Théories homotopiques dans les topos. In: sciencedirect.com. 2001, abgerufen am 13. Oktober 2024 (französisch).
- Denis-Charles Cisinski: Catégories supérieures et théorie des topos. März 2015 (englisch).